# Sautron

Sautron este o comună în departamentul Loire-Atlantique, Franța. În 2009 avea o populație de 6,850 de locuitori.